# Tourelle Mougin de 155 mm modèle 1876

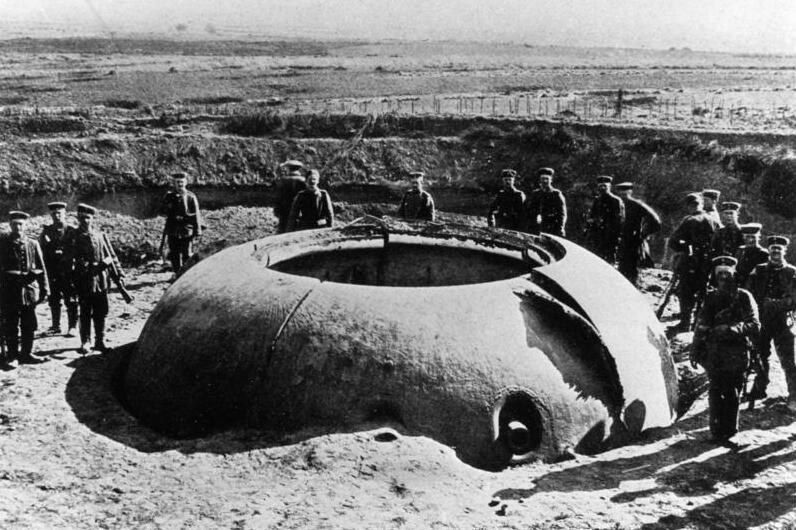
Die Tourelle Mougin „R“ im Fort de Boussois (östlich von Maubeuge), im August 1914 durch Granaten eines deutschen 21-cm-Mörsers 10 zerstört. (Die Deckelplatte fehlt, eine der Seitenschalen ist herausgesprungen.)

Tourelle Mougin de 155 mm modèle 1876 war die Bezeichnung für einen französischen Geschützpanzerturm, der mit zwei Rohren der Kanone des Typs Canon de 155 mm L modèle 1877 ausgestattet war. Er gehörte zur Bestückung verschiedener Forts des Système Séré de Rivières am Ende des 19. Jahrhunderts. Dieses Turmmodell war nicht versenkbar und der Geschützbrunnen noch aus behauenen Steinen gemauert.

## Konzept
Die Idee der Geschützpanzertürme ging während des Krimkrieges 1855 auf den britischen Commander Cowper Phipps Coles zurück. Er hatte die Idee, Marinegeschütze in gepanzerten drehbaren Türmen auf Kriegsschiffen zu montieren. Seine Idee wurde dann in der Royal Navy verwirklicht. Nach einem Testversuch 1861 mit der schwimmenden Batterie Trusty wurden verschiedene Schiffe der Royal Navy damit ausgerüstet, so die Prince Albert 1864 und die Captain 1869. In der US Navy übernahm John Ericsson 1862 das Konzept für die Monitor.
In Frankreich führte die „Commission des cuirassements“ von 1874 bis 1878 Tests auf dem Schießplatz bei Gâvres durch. Bereits 1876 wurde ein Modell aus Stahl akzeptiert, das den Namen des Leiters der Kommission, des Capitaine Henri-Louis-Philippe Mougin, erhielt und das mit zwei Rohren der 155-mm-Kanone L modèle 1877 bewaffnet war. Im Rahmen des Aufbaus des Système Séré de Rivières wurden zwischen 1879 und 1887 25 Exemplare bestellt. 21 Stück wurden von der Compagnie des forges de Châtillon-Commentry et Neuves-Maisons in Saint-Chamond und vier Türme von der Firma Schneider in Creusot geliefert. Der Preis pro Exemplar lag bei 205.000 Francs.
In den 1880er Jahren wurden durch die Einführung der Brisanzgranaten die gemauerten Festungswerke des „Système Séré de Rivières“ plötzlich nahezu unbrauchbar (in Frankreich als „Crise de l’obus-torpille“ bezeichnet). Die Lösung sah man darin, die Mauern durch Betoneindeckungen zu verstärken und die frei stehenden Geschütztürme „Mougin“ durch versenkbare Panzertürme zu ersetzen. Allerdings waren die Beschaffungskosten für eine Tourelle Galopin modèle 1890 mit 850.000 Francs viermal so hoch wie für die „Mougin“-Geschütztürme. Aus diesem Grunde wurden fünf dieser alten Türme verstärkt und tiefergelegt (sie waren so im direkten Schuss schwerer zu treffen). Im August 1914 wurden die beiden Türme im Fort de Manonviller, der in der Ouvrage de Boussois und der im Fort de Cerfontaine von deutschen Granaten durchschlagen – im September und Oktober 1914 folgte der des Fort de Liouville.

## Beschreibung
Die Türme waren mit den Rohren der Canon de 155 mm L modèle 1877 bewaffnet. Diese waren 4,20 m lang, der Turm hatte einen Innendurchmesser von 6,00 m, die lichte Höhe betrug 1,50 m. Die Lafette war mit einer hydraulischen Rücklaufbremse ausgestattet, der Höhenrichtbereich lag zwischen −5° und +20°. Mit der Kanone konnten 40 kg schwere Granaten verschossen werden, die maximale Reichweite lag bei 7,5 km. Die Turmwände bestanden aus vier 60 cm dicken Schalen aus Gusseisen, die nicht vollständig schlossen. Diese Deckenöffnung wurde mit einer 20 cm dicken Platte aus Gusseisen überdeckt. Der Geschützbrunnen hatte einen Vorpanzer aus Stahl. Der Geschützraum, auf dem die Kuppel aufgesetzt war, hatte einen Durchmesser von sechs Metern. Die Unterseite lief mit einem Ring über 16 Laufrollen, wodurch die Drehbewegung gewährleistet wurde. Der Antrieb lag außerhalb des Geschützraums und erfolgte von Hand über eine Winde mit einer Endloskette. Die Winde hatte zwei Gänge, einer erlaubte eine Drehung in drei, der andere in einer Minute. Um den 180 Tonnen schweren Turm so zu bewegen, standen drei Mannschaften zu je sechs Mann zur Verfügung. Ab 1883 wurden zum Drehen des Turms Dampfmaschinen mit drei oder vier PS verwendet.

## Liste der Türme
25 Exemplare wurden zwischen 1879 und 1887 installiert. Es wurden nur Forts im Osten Frankreichs damit ausgerüstet.
| Ortschaft         | Forts                                       | Laufende Bezeichnung | Verbleib                                  |
| ----------------- | ------------------------------------------- | -------------------- | ----------------------------------------- |
| Belfort           | Fort de Giromagny Koordinate                | A und B              | 1943 verschrottet                         |
| Épinal            | Fort de Longchamp Koordinate                | C                    | 1943 verschrottet                         |
| Remiremont        | Fort du Parmont Koordinate                  | D                    | 1943 verschrottet                         |
| Paris             | Fort de Saint-Cyr Koordinate                | E                    | ohne Kanonen noch an Ort                  |
| Toul              | Fort de Lucey Koordinate                    | F                    | 1943 verschrottet                         |
| Toul              | Fort de Villey-le-Sec Koordinate            | G                    | mit Kanonen noch an Ort                   |
| Lunéville         | Fort de Manonviller Koordinate              | H und I              | im August 1914 zerstört                   |
| Paris             | Fort de Vaujours Koordinate                 | J                    | ohne Kanonen noch an Ort                  |
| Paris             | Fort de Villeneuve-Saint-Georges Koordinate | K                    | 1947 verschrottet                         |
| Besançon          | Fort de Montfaucon Koordinate               | L                    | 1943 verschrottet                         |
| Nancy             | Fort de Frouard Koordinate                  | M                    | ohne Kanonen noch an Ort                  |
| Commercy          | Fort de Liouville Koordinate                | N                    | im September–Oktober 1914 zerstört        |
| Trouée de Charmes | Fort de Pagny-la-Blanche-Côte Koordinate    | O                    | in den 1930er Jahren verschrottet         |
| Lyon              | Fort de Corbas Koordinate                   | P                    | ohne Kanonen noch an Ort                  |
| Lille             | Fort de Bondues Koordinate                  | Q                    | 1955 verschrottet                         |
| Maubeuge          | Fort de Boussois Koordinate                 | R                    | im August 1914 zerstört                   |
| Nizza             | Fort du Barbonnet Koordinate                | S und T              | einer ohne, einer mit Kanonen noch an Ort |
| Nancy             | Fort de Pont-Saint-Vincent Koordinate       | U                    | 1943 verschrottet                         |
| Maubeuge          | Fort de Cerfontaine Koordinate              | A′                   | im August 1914 zerstört                   |
| Hirson            | Fort d’Hirson Koordinate                    | B′                   | von den Deutschen 1914 demontiert         |
| Paris             | Fort de Domont Koordinate                   | C′                   | ohne Kanonen noch an Ort                  |
| Paris             | Fort de Stains Koordinate                   | D′                   | ohne Kanonen noch an Ort                  |